# Jimmy Marku
Jimmy Marku właśc. Gëzim Marku (ur. 27 sierpnia 1974 we wsi Lekbibaj, Okręg Tropoja) – angielski kulturysta i strongman, albańskiego pochodzenia.
Obecnie jeden z najlepszych brytyjskich siłaczy. Mistrz Wielkiej Brytanii Strongman w 2008 r. i Mistrz Zjednoczonego Królestwa Strongman w 2009 r.

## Życiorys
Jimmy Marku zadebiutował jako siłacz w wieku trzydziestu jeden lat. Wziął udział w indywidualnych Mistrzostwach Świata Strongman 2007, Mistrzostwach Świata Strongman 2008 i Mistrzostwach Świata Strongman 2009, jednak nigdy nie zakwalifikował się do finałów.
Jimmy Marku dysponuje gigantyczną muskulaturą i ogromną siłą fizyczną, jednak niski wzrost wydatnie utrudnia mu zdobycie najwyższych pozycji w sporcie strongman. Dowodem na wybitne możliwości siłowe są szczytowe lokaty, które zajął w zawodach Mistrzostwa Zjednoczonego Królestwa Strongman, które podobnie jak rozgrywane w USA zawody Arnold Strongman Classic, są oparte na konkurencjach statycznych, typowo siłowych.

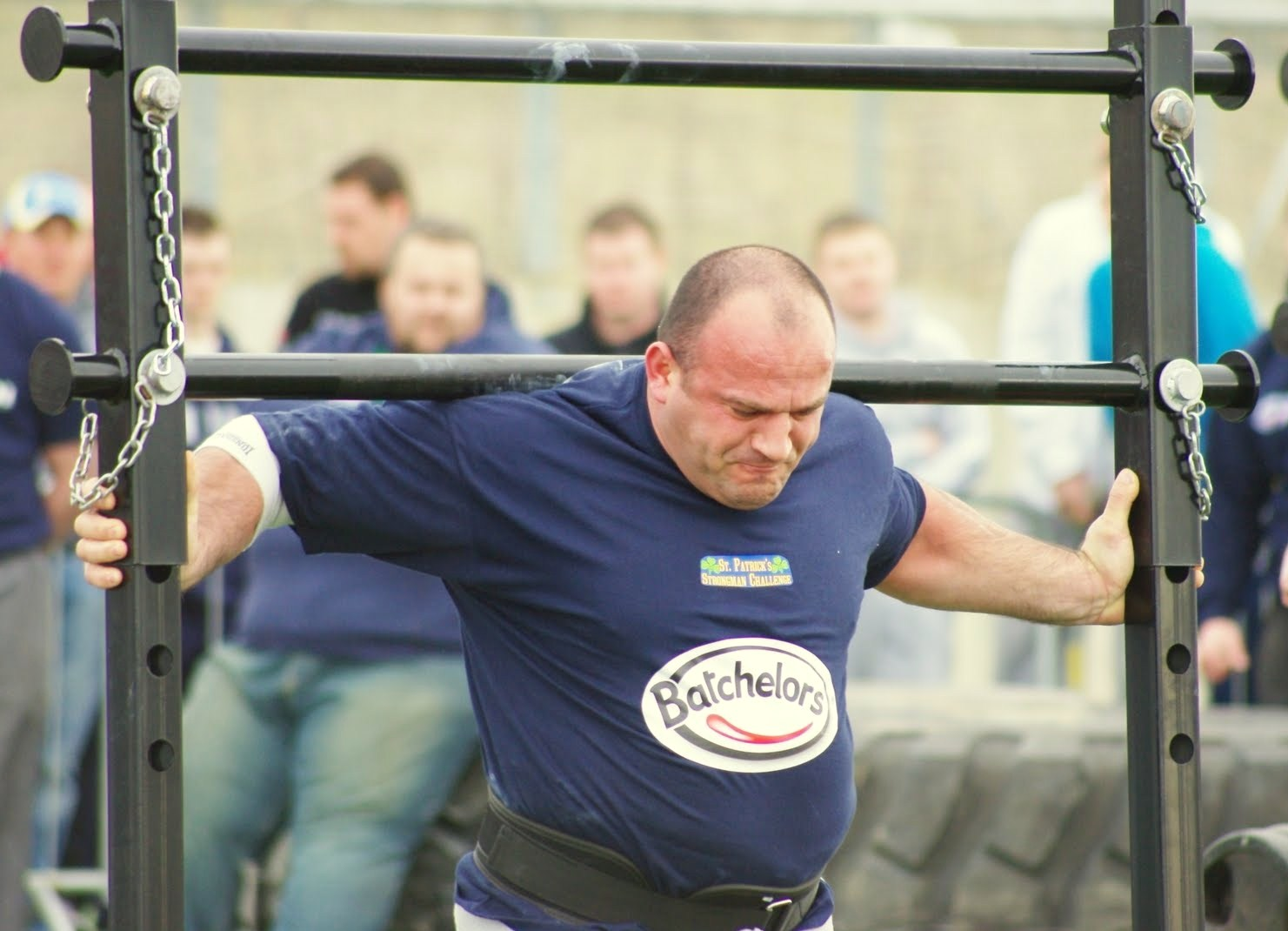
Jimmy Marku w konkurencji Spacer buszmena

Mieszka w Harrow (Londyn).
Wymiary:
- wzrost 178 cm
- waga 138 kg
- biceps 49 cm
- klatka piersiowa 125 cm
- talia 106 cm

Rekordy życiowe:
- przysiad 390 kg
- wyciskanie 255 kg
- martwy ciąg 420 kg

## Osiągnięcia strongman
- 2006

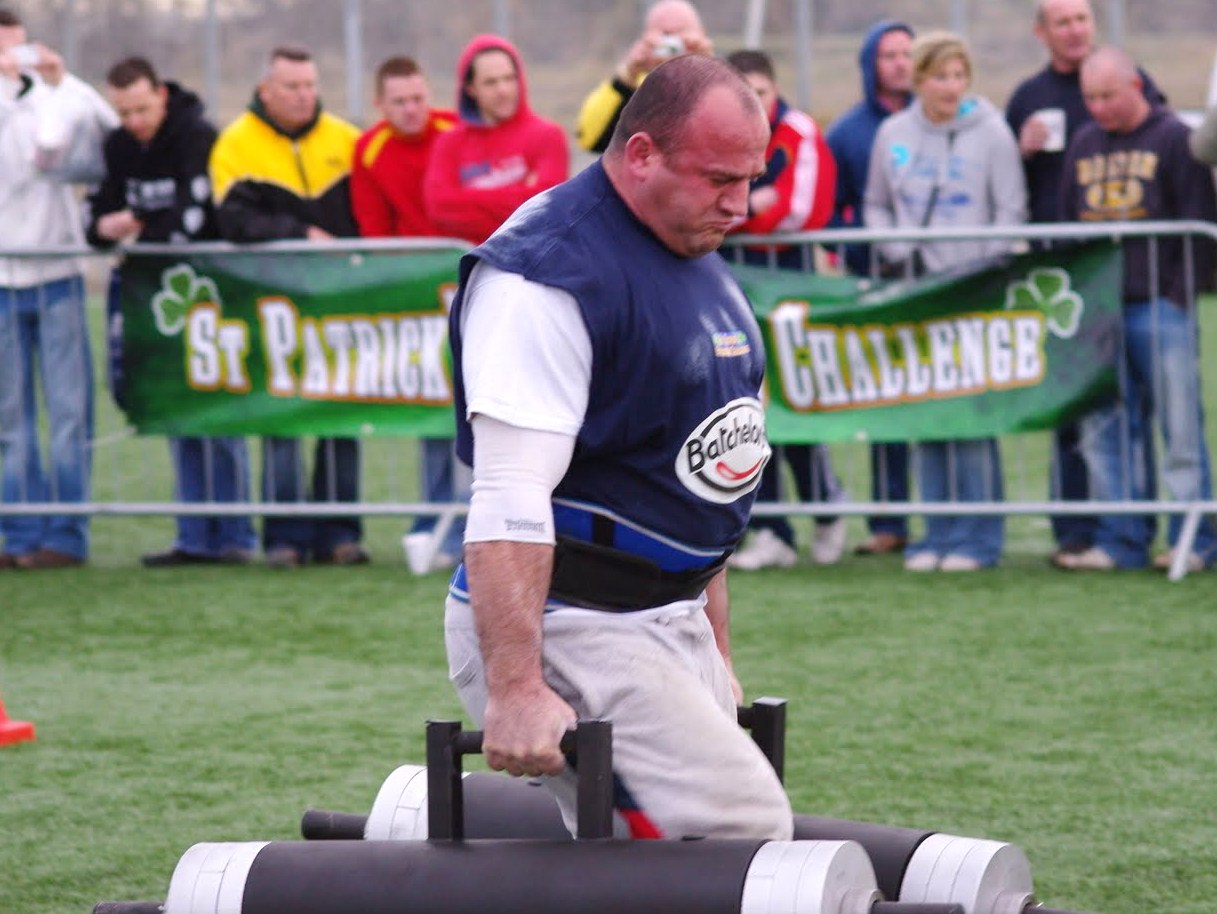
Jimmy Marku w konkurencji Spacer farmera

  - 1. miejsce - Mistrzostwa Anglii Strongman
  - 3. miejsce - Mistrzostwa Zjednoczonego Królestwa Strongman
  - 9. miejsce - Super Seria 2006: Milicz
- 2007
  - 1. miejsce - Mistrzostwa Anglii Strongman
  - 2. miejsce - Mistrzostwa Zjednoczonego Królestwa Strongman
- 2008
  - 1. miejsce - Mistrzostwa Anglii Strongman
  - 1. miejsce - Mistrzostwa Wielkiej Brytanii Strongman
  - 3. miejsce - Mistrzostwa Zjednoczonego Królestwa Strongman
  - 5. miejsce - Super Seria 2008: Lysekil
- 2009
  - 11. miejsce - Giganci Na Żywo 2009: Mohegun Sun
  - 13. miejsce - Fortissimus 2009
  - 7. miejsce - Mistrzostwa Anglii Strongman
  - 1. miejsce - Mistrzostwa Zjednoczonego Królestwa Strongman
  - 12. miejsce - Super Seria 2009: Venice Beach
  - 4. miejsce - Winter Giants 2009, Anglia[6]